# 曾大有 (弘治進士)
曾大有（1466年—1523年），字世亨，號麟陂，湖廣黃州府麻城縣人，明朝政治人物。弘治己酉舉人，癸丑進士。

## 生平
弘治二年（1489年）己酉科湖廣鄉試第一名舉人。弘治六年（1493年）癸丑科會試第五十三名，三甲一百二十名進士。授定遠縣知縣，弘治十四年（1501年）十月實授四川道监察御史，尋以举荐致仕户部尚书周景、总督两广军务右都御史刘大夏出任吏部尚書，以不循制度，輙预铨衡，逮下锦衣卫狱，科道申救，赎杖还职。十五年（1502年）任河東巡鹽御史，上疏組織人力從涑水河上游闻喜县开始整治河道，以保護下游鹽池。
正德元年（1506年）巡按南直隶苏松常鎮等府，二年十月魏国公徐俌与无锡县民邹塾等及妙相院僧争田，徐俌贿赂劉瑾，派遣户部左侍郎王佐同大理寺右少卿王鼎等人勘查，遂兴大狱，大有等人被锦衣卫官校械系至京，送镇抚司鞫问，被革职除名。
劉瑾败，正德五年（1510年）恢复官职，起用为山東兖州府知府。正德七年（1512年）九月升山西按察司副使、提督学校，丁忧归。服阕，十二年十月復除山东副使、整饬曹州兵备，正德十四年三月升四川布政司右参政，升江西按察使。
嘉靖元年冬（1523年初），入覲，順道回鄉，見其子曾熄行事乖張，因此悶悶不樂，並因此得疾。嘉靖二年（1523年）三月卒，數日後，升江西左布政使之命下，聞者惜之。

## 家族
曾祖曾思恭；祖父曾應通；父曾啟，唐縣教諭。前母楊氏；母楊氏。兄曾賢，潁州學正；曾大賓。弟曾大顯，進士。